# Beni Lahcene
Beni Lahcene (em árabe: بنى لحسن) é uma comuna localizada na província de Tissemsilt, Argélia. Sua população estimada em 2008 era de 4 777 habitantes.